# Mustafa Bozdemir
Mustafa Bozdemir (...) è un fotografo turco, vincitore del World Press Photo of the Year 1983.

## Biografia
Inizia la sua carriera nel 1965 lavorando come fotografo per l'Ulus Daily, una rivista di Ankara, e contemporaneamente portando avanti i suoi studi presso l'Ankara Journalism Academy, dove consegue la laurea nel 1975. Nel corso della sua carriera lavora per numerose riviste turche, e dal 1991 al 1998 è consulente per la stampa del ministero dell'ambiente turco.
Nel 1983 ha vinto i riconoscimenti Istanbul Journalists Association News Photo of the Year e University of Missouri School of Journalism News Photo of the Year, oltre che il World Press Photo of the Year per una fotografia scattata il 30 ottobre 1983, subito dopo il terremoto nei pressi di Erzurum e Kars. La fotografia ritraeva una donna, Kezban Özer, che ritrova i suoi cinque figli sepolti vivi.